# John Madden Football '93
John Madden Football '93 est un jeu vidéo de sport (football américain) sorti en 1992 sur Mega Drive et Super Nintendo. Le jeu a été développé par EA Sports (pour la version Super Nintendo) et Blue Sky Productions (pour la version Mega Drive), et édité par Electronic Arts.

## Accueil
- Mean Machines Sega : 89 % (MD)[1]